# Marius Petipa
Pour les articles homonymes, voir Petipa.
Michel-Victor-Marius-Alphonse Petipa (en russe : Мариус Иванович Петипа, Marius Ivanovitch Petipa), né le 11 mars 1818 à Marseille et mort le 14 juillet 1910 à Gourzouf en Crimée, est un danseur, maître de ballet et chorégraphe français qui vécut en Russie de l'âge de 29 ans jusqu'à sa mort,.

## Biographie
Fils du danseur et maître de ballet Jean-Antoine Petipa (1787-1855) et de la comédienne Victorine Morel-Grasseau (1794-1860) originaire de Saint-Domingue, il est le frère cadet du danseur Lucien Petipa.

### Débuts
Marius fait ses premiers pas à Bruxelles, sur la scène de La Monnaie à l'âge de cinq ans, dans le ballet de Pierre Gardel La Dansomanie. Quittant Bruxelles en 1835, il danse à Bordeaux, puis chorégraphie ses premières œuvres à Nantes, sous la direction du maitre de ballet Étienne-Hughes Laurençon, de septembre 1839 à avril 1842.

### Carrière
Après une tournée triomphale en Amérique du Nord, Petipa revient à Bordeaux, puis il travaille au teatro del Circo (es) de Madrid de 1844 à 1846. Engagé l'année suivante comme premier danseur au Ballet impérial russe, il y devient maître de ballet en titre en 1869, travaillant aux théâtres du Ballet impérial (théâtre Bolchoï Kamenny de Saint-Pétersbourg, théâtre Mariinsky, théâtre de l'Ermitage, etc.) jusqu'à sa retraite en 1904. Il enseigne également à l'école de danse, qu'il dirige de 1855 à 1887.
Bon danseur, il est cependant meilleur chorégraphe et signe une soixantaine de ballets, dont plusieurs font date dans l'histoire de la danse. À côté de nombreuses reprises d'œuvres du répertoire (La Fille mal gardée, La Sylphide, Paquita, Coppélia ou Giselle), il crée des ballets qui vont entrer dans le répertoire classique des grandes institutions : La Belle au bois dormant (1890), Casse-noisette (1892) ou Le Lac des cygnes (1895) avec Tchaïkovski, Le Corsaire (1858) et Faust (1867) avec Cesare Pugni, et surtout Don Quichotte (1869) et La Bayadère (1877) avec Léon Minkus.
Développant l'art de l'intrigue romantique, il conçoit des ballets en trois ou quatre actes, qui occupent une soirée entière et ne sont plus seulement des divertissements entre deux pièces de théâtre . Il alterne la pantomime et le grand ballet autour d'une distribution nombreuse, où le corps de ballet et les figurants mettent en valeur des solistes brillants. Il fixe le déroulement des « pas de deux » (adage, variations masculine et féminine, coda) et, s'il porte davantage d'attention à la prima ballerina, il oblige les deux partenaires à un travail conjoint très précis et empreint de virtuosité, .
S'inspirant tantôt des anciens ballets d'action, tantôt de scènes à caractère traditionnel (italien, espagnol, polonais, russe, etc.), il aura su donner au ballet romantique toute son ampleur et sa vigueur, à tel point que son œuvre constitue encore aujourd'hui la base du répertoire des grandes compagnies classiques et que de nombreuses variations extraites de ses ballets sont toujours au programme des grands concours de danse.
On doit à Rudolf Noureev, après son passage à l'Ouest, en 1961, de faire découvrir au public occidental ces grands ballets jusqu'alors dansés en Russie : La Bayadère, Raymonda, Don Quichotte…

### Vie privée
En 1854, il épouse la danseuse Maria Sourovchtchikova (1836-1882) dont il se sépare en 1869 et dont il aura une fille, également danseuse, Marie Petipa (1857-1930).
Remarié en 1882 (après la mort de sa première femme) avec la ballerine Lioubov Leonidovna Savitskaïa, il en aura six enfants : Nadejda, dite Nadia (1874-1945), Evguenia (1877-1892), Viktor (1878-1933), Lioubov (1880-1917), Mari (1884-1922) et Vera (1885-1961). Les quatre filles seront danseuses et les deux fils acteurs.
L'aîné des fils de Marius Petipa (né avant son premier mariage d'une liaison avec la couturière Marie Thérèse Bourdin), Marius Marioussovitch Petipa (1850-1919), fut un célèbre acteur dramatique, et son fils, Nikolaï Radine, a aussi été un acteur célèbre.

## Œuvres

### Nantes
- 1838 : Le Droit du seigneur
- 1838 : La Petite Bohémienne
- 1838 : La Noce à Nantes

### Bordeaux
- 1840 : La Jolie Bordelaise
- 1841 : L'Intrigue amoureuse
- 1842 : La Vendange
- 1844 : Le Langage des fleurs

### Madrid
- 1845 : Carmen et son toréro
- 1845 : La Perle de Séville
- 1845 : L'Aventure d'une fille de Madrid
- 1845 : Départ pour la course des taureaux
- 1846 : La Fleur de Grenade
- 1846 : Forfasella ó la hija del infierno
- 1847 : Alba-Flor la pesarosa

### Saint-Pétersbourg
- 1847 : Catarina ou la Fille du bandit (d'après Perrot), Théâtre Bolchoï Kamenny
- 1847 : Paquita (d'après Mazilier), Théâtre Bolchoï Kamenny
- 1848 : Satanella (d'après Le Diable amoureux de Mazilier), Théâtre Bolchoï Kamenny
- 1849 : Lida ou la Laitière suisse, Théâtre Bolchoï Kamenny
- 1855 : L'Étoile de Grenade, Théâtre Michel (Saint-Pétersbourg)
- 1857 : La Rose, la Violette et le Papillon, théâtre de Tsarskoïe Selo
- 1858 : Un mariage sous la Régence, Théâtre Bolchoï Kamenny
- 1858 : Le Corsaire (d'après Mazilier et Perrot)
- 1859 : Le Marché de Paris, Théâtre Bolchoï Kamenny
- 1859 : La Somnambule (d'après Aumer)
- 1859 : Le Carnaval de Venise, Théâtre Bolchoï Kamenny
- 1860 : Le Dahlia bleu, Théâtre Bolchoï Kamenny
- 1861 : Terpsichore
- 1862 : La Fille du Pharaon, Théâtre Bolchoï Kamenny
- 1863 : La Beauté du Liban, Théâtre Bolchoï Kamenny
- 1865 : La Danseuse en voyage, Théâtre Bolchoï Kamenny
- 1866 : Titania, Palais Michel
- 1866 : Florida, Théâtre Bolchoï Kamenny
- 1867 : Faust, Théâtre Bolchoï Kamenny
- 1868 : L'Amour bienfaiteur
- 1868 : L'Esclave, Tsarskoïe Selo
- 1868 : Le Roi Candaule, Théâtre Bolchoï Kamenny
- 1869 : Don Quichotte, théâtre Bolchoï de Moscou
- 1870 : Trilby, Théâtre Bolchoï de Moscou
- 1871 : Les Deux Étoiles, Théâtre Bolchoï Kamenny
- 1872 : La Camargo, Théâtre Bolchoï Kamenny
- 1874 : Le Papillon, Théâtre Bolchoï Kamenny
- 1874 : La Naïade et le Pêcheur (d'après Perrot), Théâtre Bolchoï Kamenny
- 1875 : Les Brigands, Théâtre Bolchoï Kamenny
- 1876 : Les Aventures de Pélée, Théâtre Bolchoï Kamenny
- 1876 : Le Songe d'une nuit d'été, Théâtre Bolchoï Kamenny
- 1877 : La Bayadère, Théâtre Bolchoï Kamenny
- 1878 : Roxana, la beauté du Monténégro, Théâtre Bolchoï Kamenny
- 1878 : Ariane
- 1879 : La Fille des neiges, Théâtre Bolchoï Kamenny
- 1879 : Frisac ou la Double Noce, Théâtre Bolchoï Kamenny
- 1879 : Mlada; le Théâtre Bolchoï Kamenny
- 1880 : La Fille du Danube, Théâtre Bolchoï Kamenny
- 1881 : Paquita (nouvelle version)
- 1881 : Zoraïa ou la Mauresque en Espagne, Théâtre Bolchoï Kamenny
- 1881 : Markitantka (d'après Saint-Léon), Théâtre Mariinsky
- 1882 : Pâquerette (d'après Saint-Léon)
- 1883 : La Nuit et le Jour, pour le couronnement d'Alexandre III
- 1883 : Pygmalion, ou La Statue de Chypre, Théâtre Bolchoï Kamenny
- 1884 : Coppélia (d'après Saint-Léon)
- 1884 : Giselle (d'après Coralli et Perrot)
- 1885 : La Femme capricieuse (d'après Le Diable à quatre de Mazilier)
- 1885 : La Précaution inutile (d'après La Fille mal gardée de Dauberval)
- 1886 : L'Ordre du roi
- 1886 : L'Offrande à l'amour
- 1886 : Les Pilules magiques, Théâtre Mariinsky
- 1886 : La Esmeralda (d'après Perrot)
- 1887 : Fiammetta (d'après Saint-Léon)
- 1887 : La Tulipe de Haarlem, Théâtre Mariinsky
- 1888 : La Vestale, Théâtre Mariinsky
- 1889 : Le Talisman, Théâtre Mariinsky
- 1889 : Les Caprices du papillon, Théâtre Mariinsky
- 1890 : La Belle au bois dormant, Théâtre Mariinsky
- 1890 : Nénuphar
- 1891 : Kalkabrino
- 1891 : Un conte de fées
- 1892 : La Sylphide (d'après Coralli et Perrot)
- 1892 : Casse-noisette
- 1893 : Cendrillon
- 1894 : Le Réveil de Flore, théâtre du palais de Peterhof
- 1895 : Le Lac des cygnes
- 1896 : La Halte de cavalerie
- 1896 : La Perle
- 1896 : Barbe-Bleue
- 1897 : Les Noces de Thétis et Pélée (nouvelle version des Aventures de Pélée), île Olga du parc du palais de Peterhof, en l'honneur de la visite de Guillaume II
- 1898 : Raymonda
- 1899 : Le Corsaire (nouvelle version)
- 1900 : Les Saisons
- 1900 : Les Épreuves de Damis ou les Ruses d'amour, Théâtre de l'Ermitage
- 1900 : Les Millions d'Arlequin[14], Théâtre de l'Ermitage
- 1902 : Le Cœur de la marquise
- 1903 : Le Miroir magique

## Dans la fiction
- La Ballerine de Saint-Pétersbourg d'Henri Troyat (2000) conte le destin d'une ballerine russe fictive qui, dès l'âge de neuf ans, est conduite par son père à l'École impériale de danse devant le légendaire Marius Petipa et va s'épanouir sous la férule de ce « magicien ».
- Dans le téléfilm en cinq épisodes d'Emil Loteanu Anna Pavlova sorti en 1983, le personnage de Marius Petipa est incarné par Piotr Goussev.

## Galerie

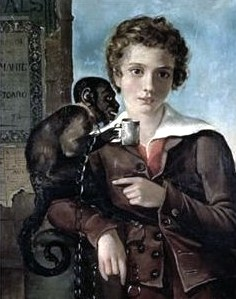
Marius Petipa dans Jocko ou le Singe du Brésil, Bruxelles, 1827.
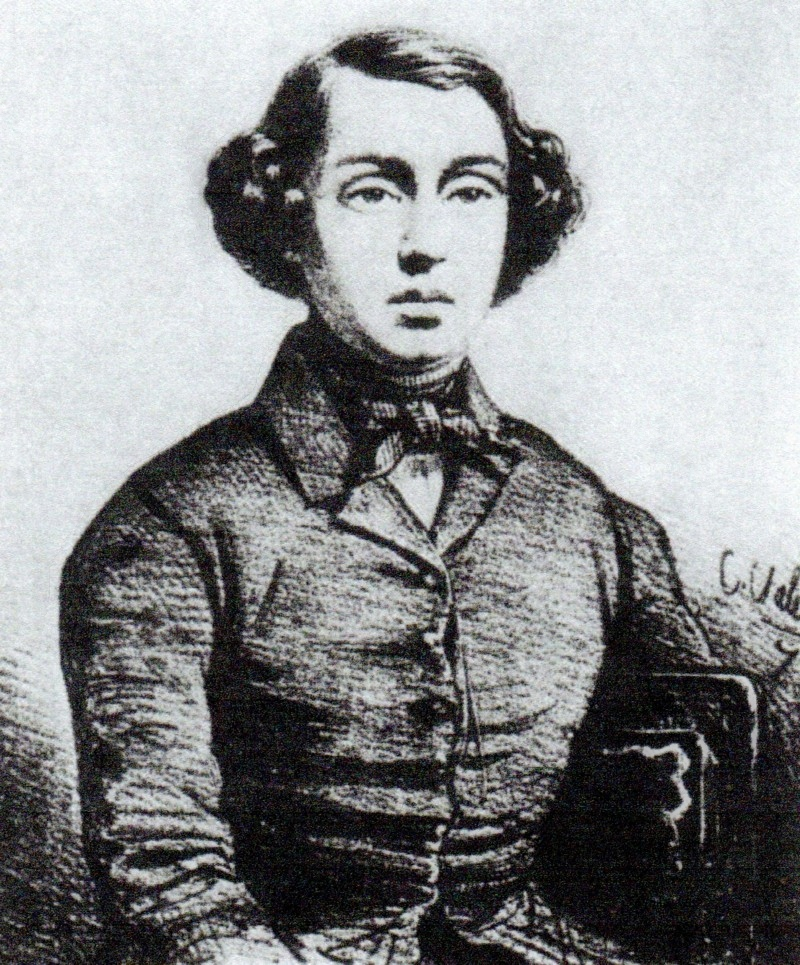
Marius Petipa vers 12-15 ans, v. 1835.
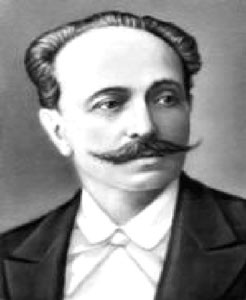
Marius Petipa au théâtre Mariinsky de Saint-Pétersbourg, v. 1860.
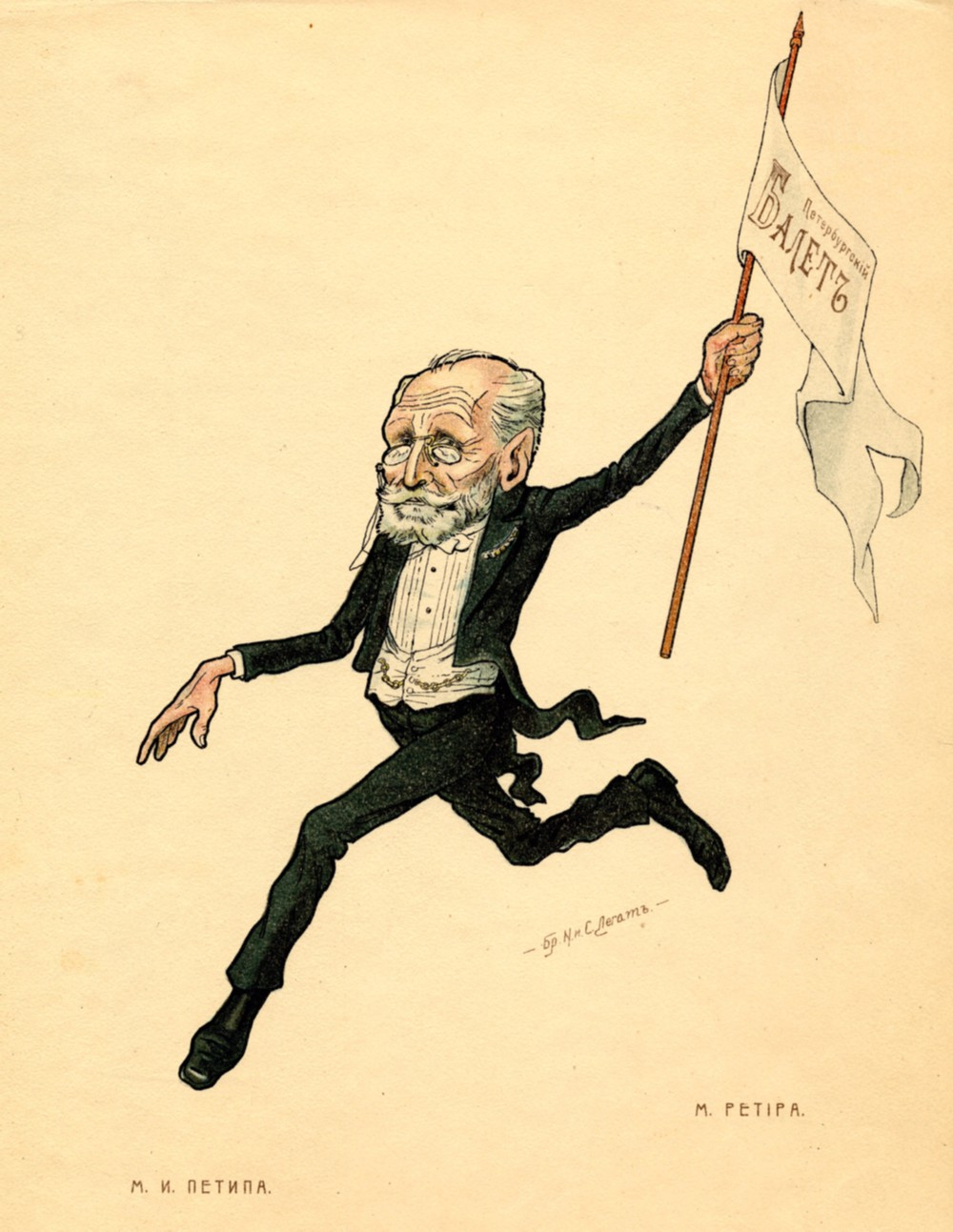
Caricature de Marius Petipa par Nicolas et Serge Legat.
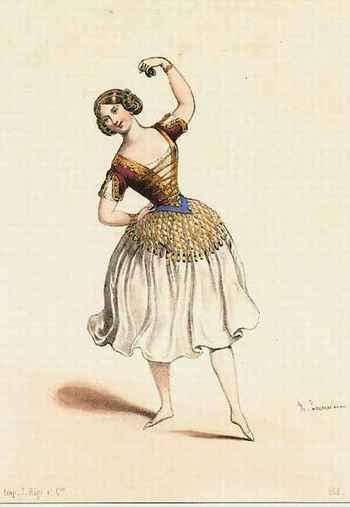
Carlotta Grisi dans Paquita, 1846.
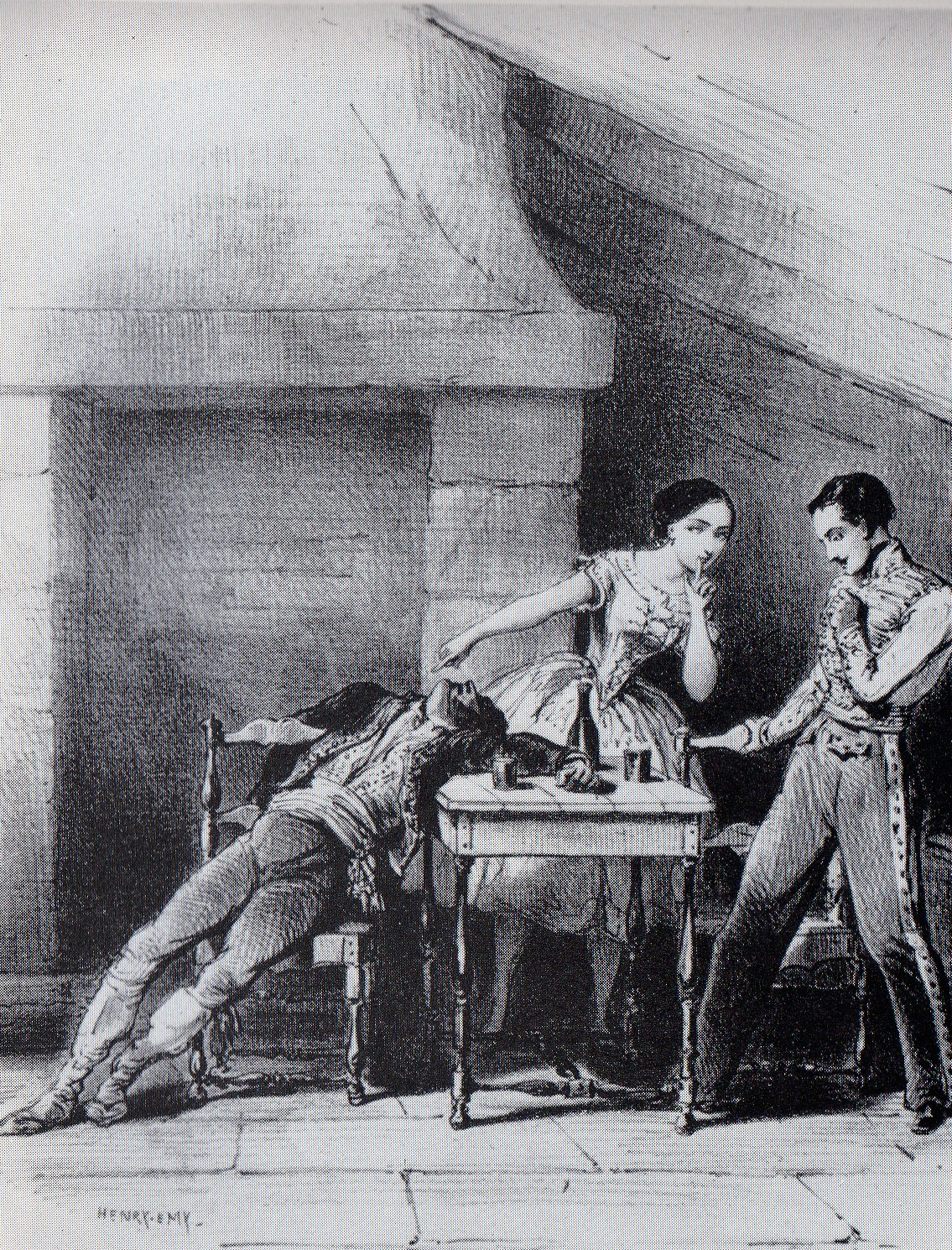
Carlotta Grisi, Lucien Petipa, Georges Ellie dans Paquita chorégraphié par M. Petipa, 1846.
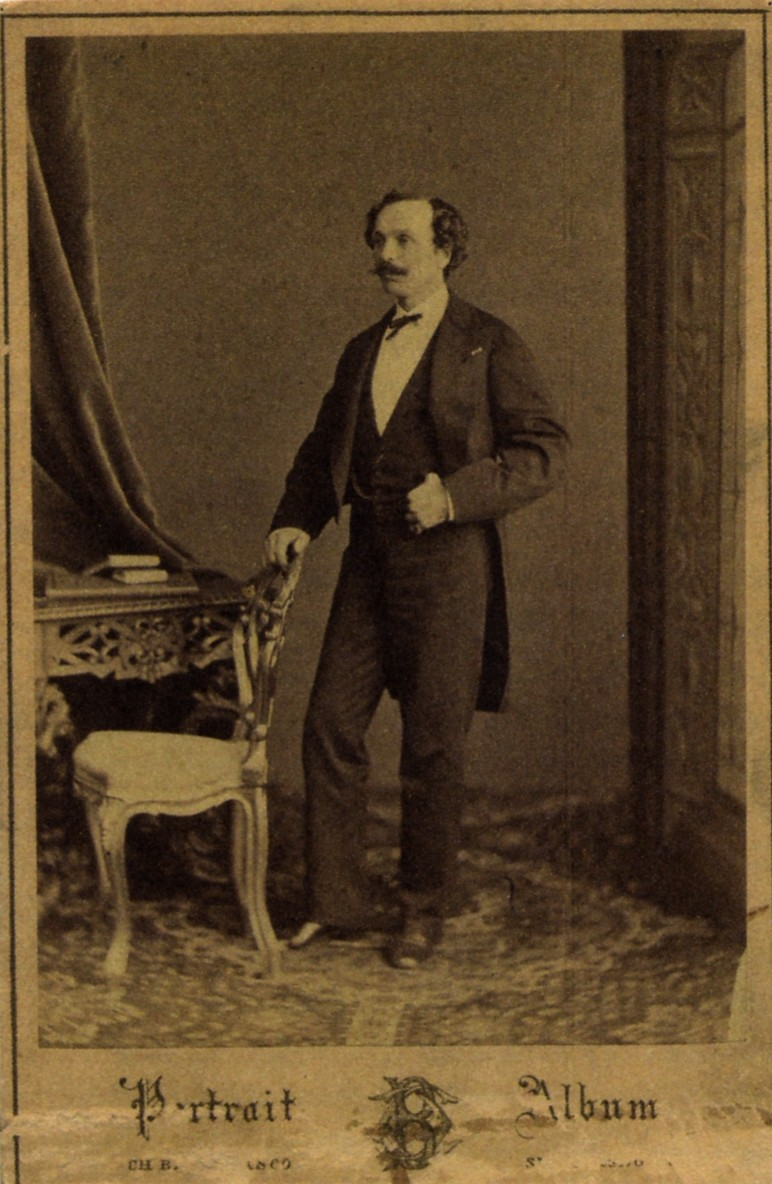
Marius Petipa, 1870-72.
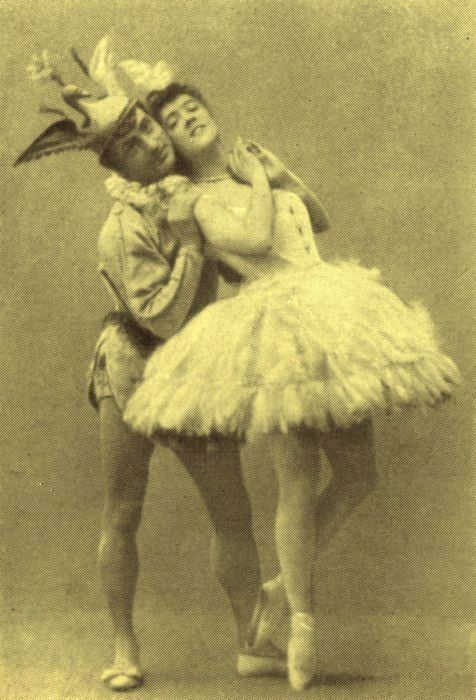
Varava Nikitina et Enrico Cecchetti dans La Belle au bois dormant, 1890.
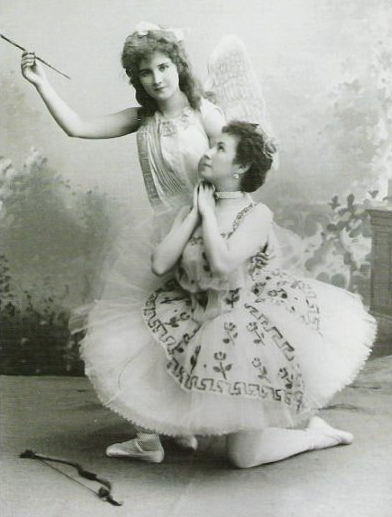
Mathilde Kschessinska et Vera Trefilova dans le ballet Le Réveil de Flore, 1894.
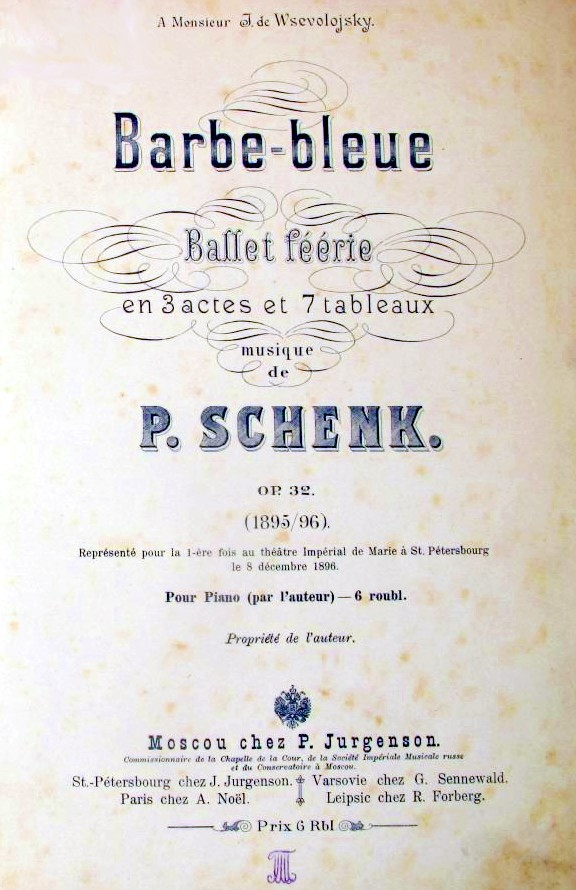
Barbe-Bleue chorégraphié par Marius Petipa, 1896.
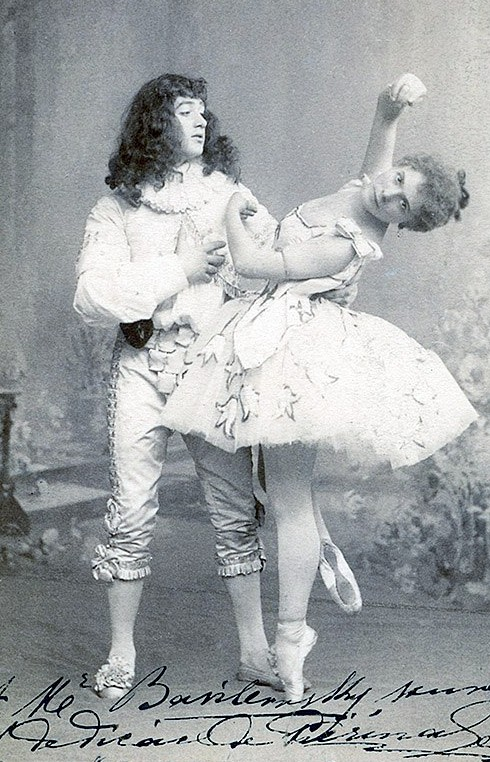
Serge Legat et Pierina Legnani dans Barbe-Bleue, chorégraphié par Marius Petipa, 1896.
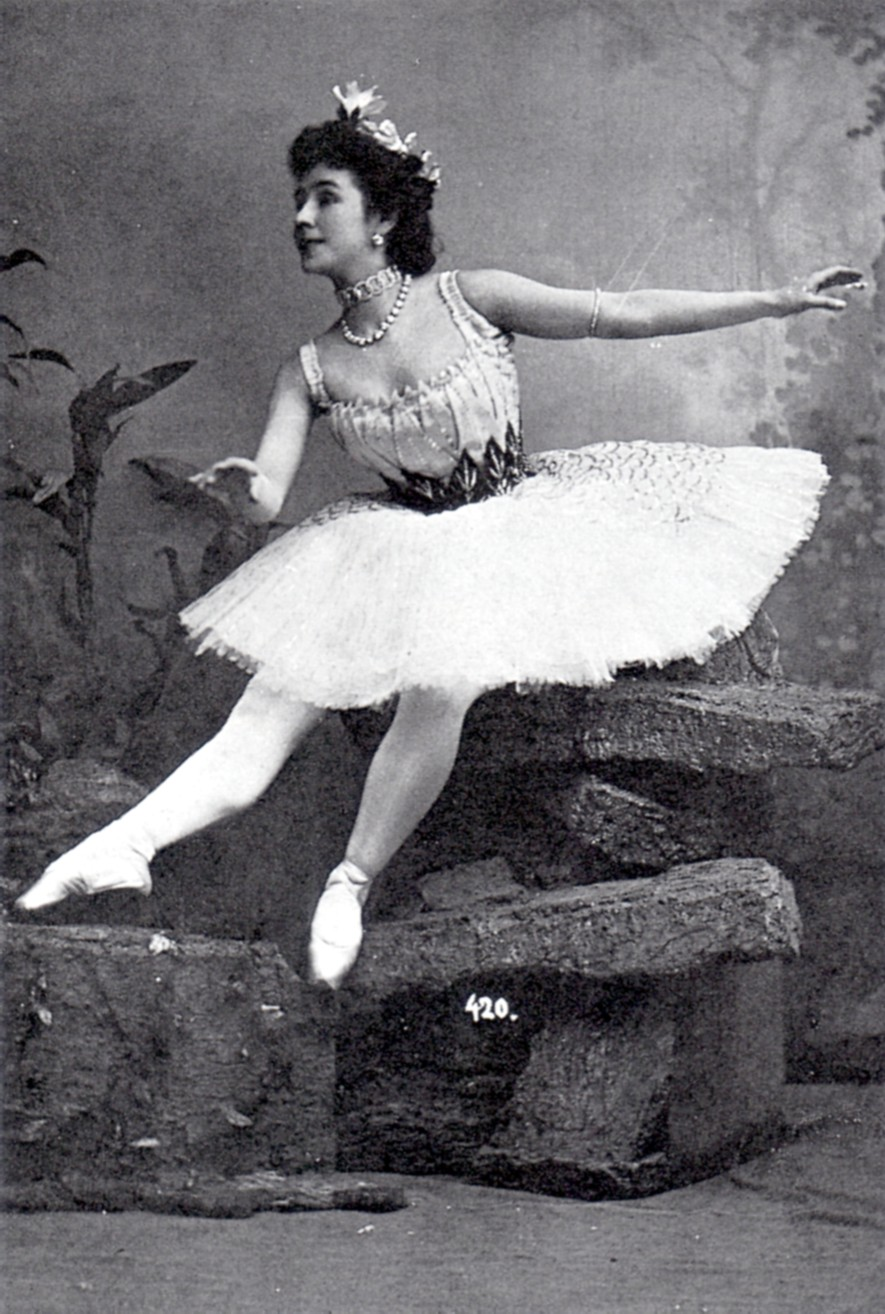
Mathilde Kschessinska dans La Fille du pharaon, v. 1898-1900.
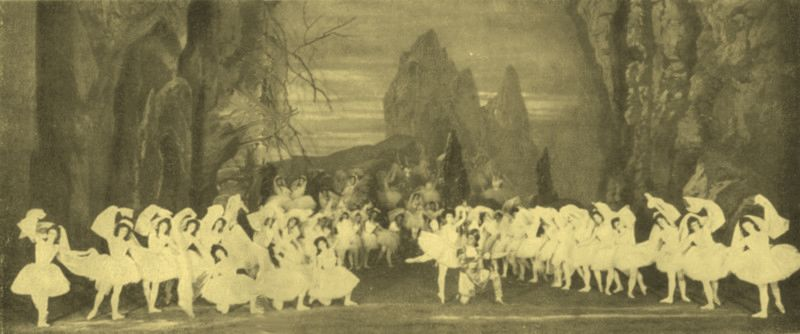
Scène au Théâtre Mariinsky de La Bayadère, musique de Minkus, chorégraphie de M. Petipa, 1901.
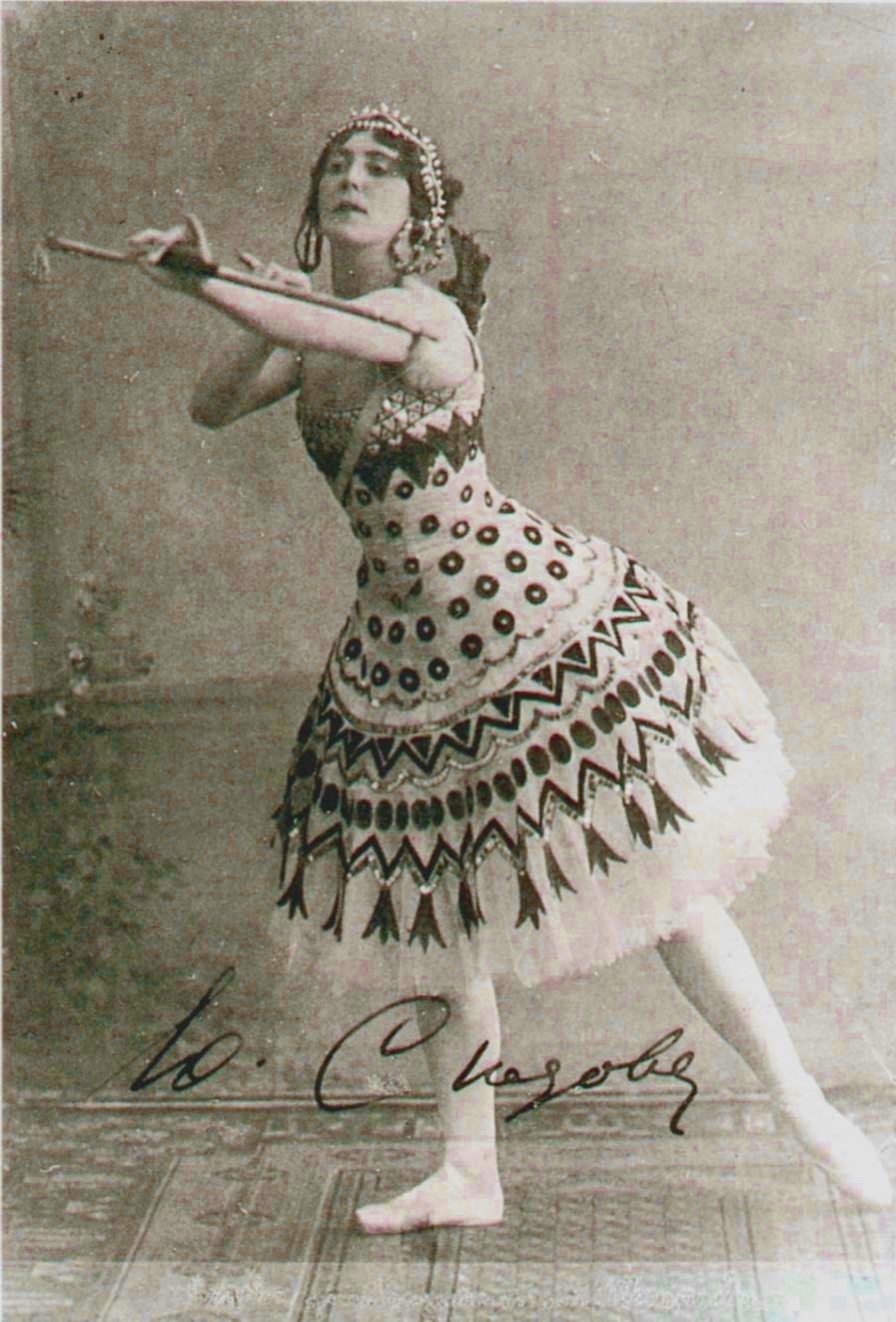
Julia Sedova dans La Fille du pharaon chorégraphié par Marius Petipa, 1905.
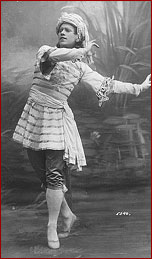
Vaslav Nijinsky dans Le Talisman, 1909.
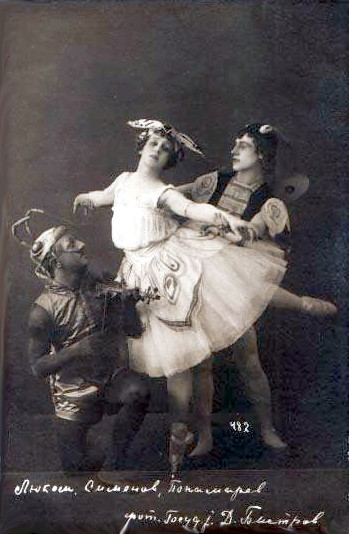
Les Caprices du papillon  par Marius Petipa, Saint-Pétersbourg, 1911.
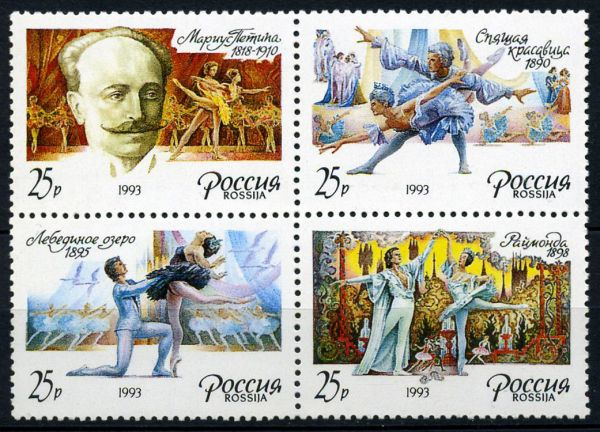
Timbres de Russie lors du 175e anniversaire de la naissance de Marius Petipa, 1993.
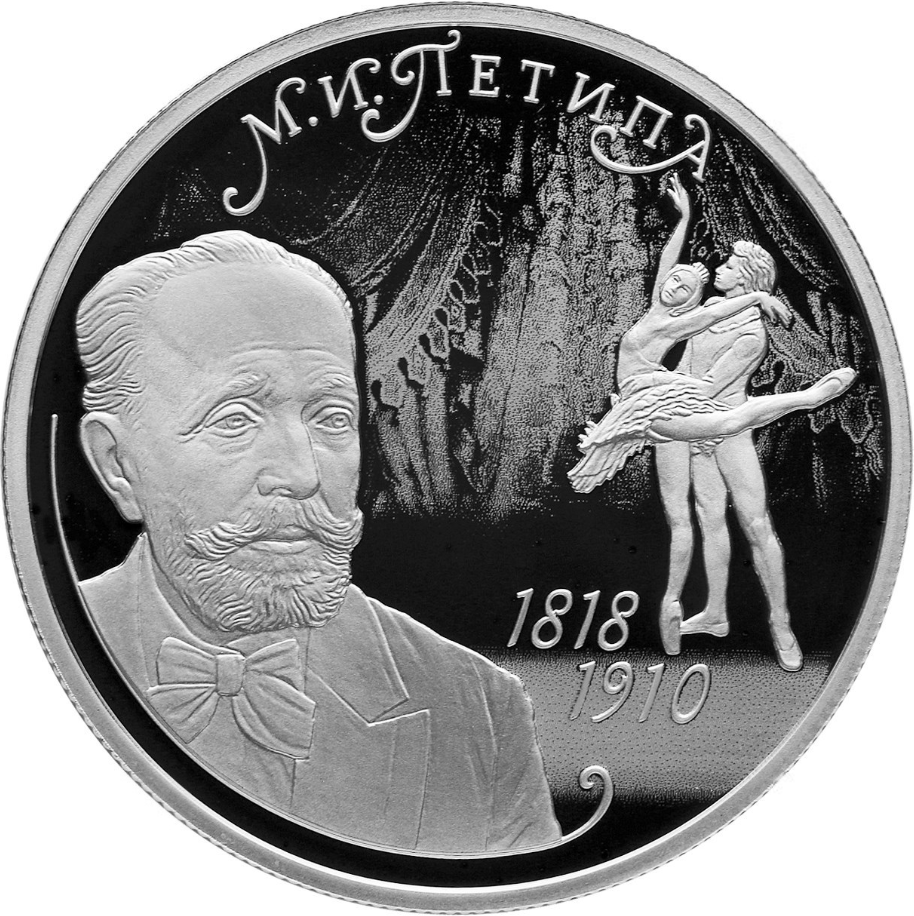
Pièce de 2 roubles d'argent de la Banque de Russie pour le 200e anniversaire de sa naissance, 2018.

## Hommage
Depuis 2012, un cratère de la planète Mercure est nommé Petipa en son honneur.